# Anáfora (liturgia)
La anáfora, plegaria eucarística o canon es la parte más solemne de la liturgia cristiana: una oración de acción de gracias por virtud de la cual los cristianos creen que las ofrendas de pan y vino se transforman en el cuerpo y la sangre de Jesucristo. Casi todos los ritos disponen de diversas anáforas. Estas llevan por lo normal el nombre de un apóstol o de un santo, al que se atribuyen.

## Elementos constitutivos
Tanto en Oriente como en Occidente, ya sea en la Iglesia Católica, las Iglesias Ortodoxas o las Iglesias Orientales, la anáfora es precedida por el credo y el ofertorio y está compuesta por distintos elementos:
- Sursum Corda y Prefacio: oración que introduce el misterio de la celebración cristiana. Según el rito, el prefacio puede tener alguna variación propia del tiempo litúrgico.
- Sanctus: un himno bíblico que expresa el deseo de unirse al canto de las jerarquías angélicas.
- Consagración
- Anamnesis: rememoración de la enseñanza de Cristo.
- Oblación: ofrecimiento de los dones.
- Epiclesis: invocación del Espíritu Santo.
- Doxología: himno conclusivo.

Según el rito, puede haber más oraciones o himnos dentro de la Anáfora; por ejemplo, en España el rito toledano añade una oración variable denominada Post Sanctus.

## Ejemplos locales
En la liturgia de Siria occidental, en la de los monofisitas, en la de los maronitas de Constantinopla y en la bizantina en general, se empleó para expresar la parte central de la misma. Sus sinónimos son prosphora, thysia, prosagoge, proskomide.
Entre los coptos significa toda la misa; pero ordinariamente da nombre sólo a lo que va desde el diálogo del prefacio hasta el fin. El uso de la designación de esta parte de la misa, que es esencialmente la misa misma, reemplazó al primitivo nombre de eucharistia, al afirmarse más claramente la ide de sacrificio.
En la Iglesia latina el contenido de la anáfora tomó el nombre de canon de la misa.
Los liturgistas han recogido más de cien anáforas de la Iglesia oriental, en tanto que de la occidental solo se han recogido fragmentos del canon galicano, de uno mozárabe y tal vez el ambrosiano.
Anáfora significa asimismo en la liturgia griega las oblaciones, en particular el pan fermentado destinado al sacrificio. Además significa también el velo que cubre la oblación.